# Alley oop

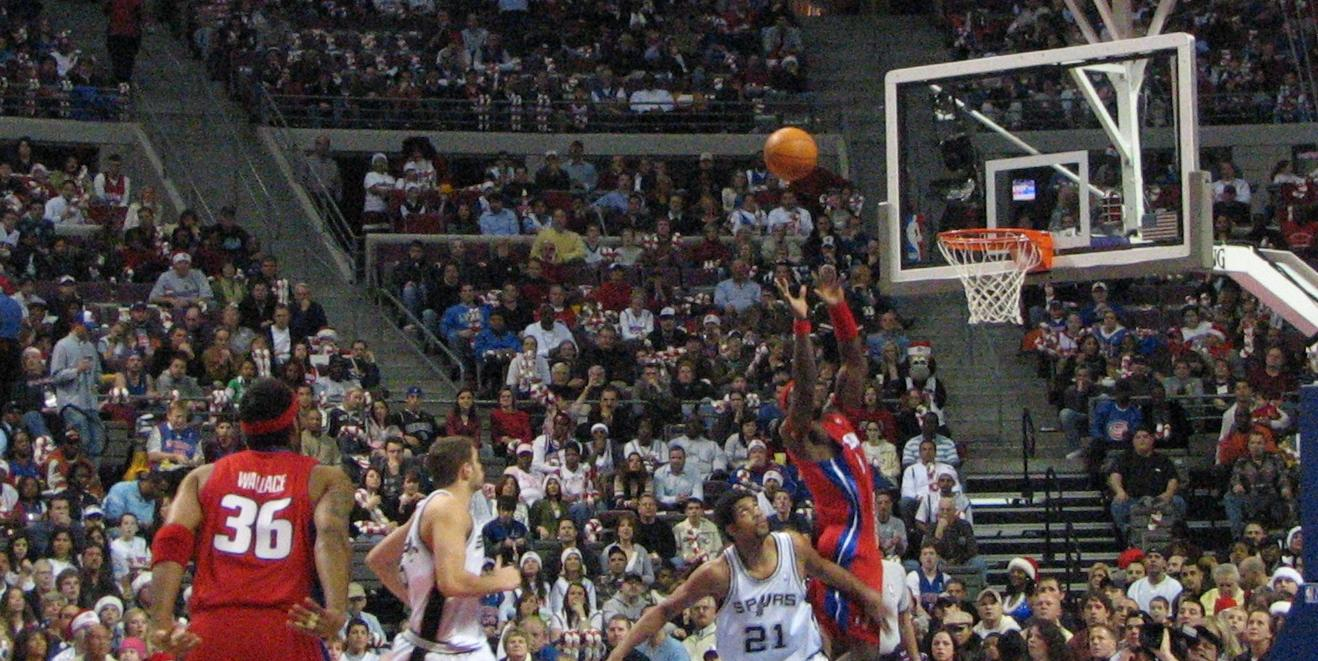
Exemple de may al vol en un patit dels Detroit Pistons.

En bàsquet, l'alley oop (AFI: [ali'up]) o mat al vol és una acció ofensiva en què un jugador llança la pilota per sobre del cèrcol perquè un company d'equip (o, molt rarament, ell mateix), suspès enlaire, l'agafi i, sovint amb una esmaixada, l'encistelli. Per a fer aquesta jugada, els jugadors han de tenir una bona coordinació entre ells, una capacitat de salt i bastanta força física.
Alley-oop designa, també, en anglès, tan sols la passada feta a l'inici a prop de la cistella.

## Etimologia
El terme alley oop és un gal·licisme que va aparèixer en l'entorn de l'NBA, als Estats Units. Prové, en realitat, de la forma allez-hoop, relativa a les acrobàcies del circ.

## Història
Al Tucker i el seu germà Gerald de la Oklahoma Baptist University són considerats els primers a realitzar un alley oop a mitjans de la dècada de 1960. Altres fonts consideren a David Thompson com el primer jugador a aconseguir el clàssic alley oop jugant en la Universitat Estatal de Carolina del Nord, amb els seus companys d'equip Munti Towe i l'ajuda de Tim Stoddard assistint. Thompson va popularitzar la jugada en la dècada de 1970, aprofitant el seu salt vertical de 44 polzades sent una part important en l'atac del Wolfpack. Com que en aquesta època fer esmaixades era il·legal en el bàsquet universitari, al rebre l'assistència, Thompson simplement deixava caure la pilota al cercle - mai tocant la cistella, excepte en l'últim partit de la seva carrera. Durant la dècada de 1990 les estrelles de l'NBA van convertir l'alley hoop en una arma de joc ràpid. L'equip de la Universitat Estatal de Carolina del Nord també va guanyar un campionat nacional gràcies al que podria ser considerat el més famós alley oop de tots els temps contra el de la Universitat de Houston. Amb el temps complet i el resultat en empat en el campionat en joc en 1983 a Albuquerque (Nou Mèxic), Dereck Whittenburg va llançar massa curt per arribar al cercle, un mal tir que es va convertir en una bona passada a Lorenzo Charles, que va rebre la pilota i va anotar per a guanyar el títol.

## Variants
L'alley-oop contra tauler és un tipus d'alley-oop en què un jugador, de manera intencionada, fa rebotar la pilota en la passada inicial contra el tauler